# Ágios Ioánnis (Mylopótamos, Réthymnon)
Pour les articles homonymes, voir Ágios Ioánnis.
Ágios Ioánnis, en grec moderne : Άγιος Ιωάννης, est un village du dème de Mylopótamos, en Crète, en Grèce. Selon le recensement de 2011, la population d'Ágios Ioánnis compte 74 habitants. Il est situé à une altitude de 430 m et à une distance de 40 km de Réthymnon.

## Recensements de la population
| Recensements | 1900 | 1928 | 1940 | 1951 | 1961 | 1971 | 1981 | 1991 | 2001 | 2011 |
| ------------ | ---- | ---- | ---- | ---- | ---- | ---- | ---- | ---- | ---- | ---- |
| Population   | 217  | 219  | 228  | 233  | 211  | 118  | 91   | -    | 68   | 74   |